# Magyarország a 2013-as rövid pályás úszó-Európa-bajnokságon
Magyarország a dániai Herningben megrendezett 2013-as rövid pályás úszó-Európa-bajnokság egyik részt vevő nemzete volt.

## Magyar érmesek
| Érem  | Versenyző       | Versenyszám  |
| ----- | --------------- | ------------ |
| Arany | Gyurta Dániel   | 100 m mell   |
| Arany | Gyurta Dániel   | 200 m mell   |
| Arany | Gyurta Gergely  | 1500 m gyors |
| Arany | Verrasztó Dávid | 400 m vegyes |
| Arany | Hosszú Katinka  | 200 m vegyes |
| Ezüst | Bernek Péter    | 200 m hát    |
| Ezüst | Hosszú Katinka  | 100 m vegyes |
| Ezüst | Hosszú Katinka  | 400 m vegyes |
| Bronz | Kozma Dominik   | 200 m gyors  |
| Bronz | Hosszú Katinka  | 200 m hát    |

## További magyar eredmények
4. helyezettek
| Versenyző      | Versenyszám    |
| -------------- | -------------- |
| Cseh László    | 200 m pillangó |
| Hosszú Katinka | 200 m pillangó |
| Kis Gergő      | 1500 m gyors   |

5. helyezettek
| Versenyző        | Versenyszám    |
| ---------------- | -------------- |
| Hosszú Katinka   | 100 m pillangó |
| Szilágyi Liliána | 200 m pillangó |
| Verrasztó Evelyn | 200 m gyors    |

6. helyezettek
| Versenyző                                                                 | Versenyszám     |
| ------------------------------------------------------------------------- | --------------- |
| Cseh László Gyurta Dániel Hosszú Katinka Verrasztó Evelyn (Horváth Dávid) | 4 × 50 m vegyes |
| Verrasztó Evelyn                                                          | 100 m vegyes    |
| Verrasztó Evelyn                                                          | 200 m vegyes    |

## Eredmények

### Férfi
| Versenyző                                            | Versenyszám     | Előfutam | Előfutam | Előfutam | Elődöntő     | Elődöntő     | Elődöntő     | Döntő    | Döntő    |
| Versenyző                                            | Versenyszám     | Idő      | Hely.    | Össz.    | Idő          | Hely.        | Össz.        | Idő      | Helyezés |
| ---------------------------------------------------- | --------------- | -------- | -------- | -------- | ------------ | ------------ | ------------ | -------- | -------- |
| Balog Gábor                                          | 50 m hát        | 25,42    | 9.       | 42.      | kiesett      | kiesett      | kiesett      | kiesett  | kiesett  |
| Balog Gábor                                          | 100 m hát       | 54,50    | 10.      | 41.      | kiesett      | kiesett      | kiesett      | kiesett  | kiesett  |
| Bernek Péter                                         | 200 m gyors     | 1:45,01  | 5.       | 12.      |              |              |              | 1:45,36  | 10.      |
| Bernek Péter                                         | 50 m hát        | 24,45    | 6.       | 18.      | 24,52        | 8.           | 17.          | kiesett  | kiesett  |
| Bernek Péter                                         | 100 m hát       | 52,35    | 5.       | 19.      | 52,27        | 9.           | 16.          | kiesett  | kiesett  |
| Bernek Péter                                         | 200 m hát       | 1:52,32  | 1.       | 1.       |              |              |              | 1:50,43  |          |
| Biczó Bence                                          | 100 m pillangó  | 52,93    | 2.       | 30.      | kiesett      | kiesett      | kiesett      | kiesett  | kiesett  |
| Biczó Bence                                          | 200 m pillangó  | 1:54,27  | 2.       | 9.       |              |              |              | 1:53,83  | 7.       |
| Cseh László                                          | 200 m vegyes    | 1:54,48  | 1.       | 1.       |              |              |              | 1:56,98  | 10.      |
| Cseh László                                          | 100 m pillangó  | 51,40    | 2.       | 10.      | visszalépett | visszalépett | visszalépett | kiesett  | kiesett  |
| Cseh László                                          | 200 m pillangó  | 1:53,15  | 1.       | 4.       |              |              |              | 1:52,44  | 4.       |
| Dudás Dániel                                         | 200 m gyors     | 1:47,43  | 5.       | 34.      |              |              |              | kiesett  | kiesett  |
| Dudás Dániel                                         | 400 m gyors     | 3:47,31  | 3.       | 29.      |              |              |              | kiesett  | kiesett  |
| Földházi Dávid                                       | 100 m vegyes    | 54,62    | 8.       | 19.      | 54,33        | 6.           | 12.          | kiesett  | kiesett  |
| Földházi Dávid                                       | 200 m vegyes    | 1:57,68  | 5.       | 15.      |              |              |              | kiesett  | kiesett  |
| Földházi Dávid                                       | 400 m vegyes    | 4:10,99  | 5.       | 11.      |              |              |              | kiesett  | kiesett  |
| Földházi Dávid                                       | 100 m hát       | 53,39    | 2.       | 29.      | kiesett      | kiesett      | kiesett      | kiesett  | kiesett  |
| Földházi Dávid                                       | 200 m hát       | 1:59,46  | 8.       | 27.      |              |              |              | kiesett  | kiesett  |
| Földházi Dávid                                       | 100 m gyors     | 50,69    | 6.       | 54.      | kiesett      | kiesett      | kiesett      | kiesett  | kiesett  |
| Földházi Dávid                                       | 200 m mell      | 2:11,81  | 3.       | 30.      |              |              |              | kiesett  | kiesett  |
| Gyurta Dániel                                        | 100 m mell      | 58,39    | 3.       | 6.       | 57,56        | 1.           | 1.           | 57,08    |          |
| Gyurta Dániel                                        | 200 m mell      | 2:05,28  | 2.       | 4.       |              |              |              | 2:00,72  |          |
| Gyurta Gergely                                       | 400 m gyors     | 3:46,43  | 5.       | 26.      |              |              |              | kiesett  | kiesett  |
| Gyurta Gergely                                       | 1500 m gyors    |          |          |          |              |              |              | 14:30,26 |          |
| Horváth Dávid                                        | 50 m mell       | 27,70    | 2.       | 35.      | kiesett      | kiesett      | kiesett      | kiesett  | kiesett  |
| Horváth Dávid                                        | 100 m mell      | 59,70    | 3.       | 30.      | kiesett      | kiesett      | kiesett      | kiesett  | kiesett  |
| Horváth Dávid                                        | 200 m mell      | 2:07,80  | 6.       | 17.      |              |              |              | kiesett  | kiesett  |
| Kis Gergő                                            | 400 m gyors     | 3:52,17  | 9.       | 47.      |              |              |              | kiesett  | kiesett  |
| Kis Gergő                                            | 1500 m gyors    |          |          |          |              |              |              | 14:37,66 | 4.       |
| Kozma Dominik                                        | 50 m gyors      | 21,80    | 6.       | 11.      | 21,60        | 3.           | 5.           | 21,78    | 9.       |
| Kozma Dominik                                        | 100 m gyors     | 47,98    | 5.       | 15       | 47,65        | 3.           | 9.           | 47,51    | 7.       |
| Kozma Dominik                                        | 200 m gyors     | 1:43,35  | 1.       | 2.       |              |              |              | 1:43,34  |          |
| Pulai Bence                                          | 50 m pillangó   | 23,94    | 7.       | 32.      | kiesett      | kiesett      | kiesett      | kiesett  | kiesett  |
| Pulai Bence                                          | 100 m pillangó  | 52,06    | 7.       | 20.      | 52,39        | 9.           | 19.          | kiesett  | kiesett  |
| Pulai Bence                                          | 200 m pillangó  | 1:53,15  | 3.       | 11.      | kiesett      | kiesett      | kiesett      | kiesett  | kiesett  |
| Rákos Patrik                                         | 200 m gyors     | 1:47,89  | 8.       | 44.      |              |              |              | kiesett  | kiesett  |
| Rákos Patrik                                         | 400 m gyors     | 3:46,35  | 4.       | 25.      |              |              |              | kiesett  | kiesett  |
| Takács Krisztián                                     | 50 m gyors      | 22,11    | 7.       | 21.      | 22,17        | 9.           | 18.          | kiesett  | kiesett  |
| Takács Krisztián                                     | 100 m gyors     | 49,82    | 9.       | 46.      | kiesett      | kiesett      | kiesett      | kiesett  | kiesett  |
| Verrasztó Dávid                                      | 200 m vegyes    | 1:56,06  | 4.       | 8.       |              |              |              | 1:56,12  | 7.       |
| Verrasztó Dávid                                      | 400 m vegyes    | 4:06,47  | 1.       | 1.       |              |              |              | 4:03,48  |          |
| Verrasztó Dávid                                      | 200 m pillangó  | 1:54,62  | 5.       | 12.      | kiesett      | kiesett      | kiesett      | kiesett  | kiesett  |
| Verrasztó Dávid                                      | 200 m mell      | 2:06,92  | 4.       | 12.      |              |              |              | 2:07,53  | 10.      |
| Bernek Péter Horváth Dávid Pulai Bence Kozma Dominik | 4 × 50 m vegyes | 1:37,10  | 7.       | 13.      |              |              |              | kiesett  | kiesett  |

### Női
| Versenyző                                                | Versenyszám     | Előfutam | Előfutam | Előfutam | Elődöntő | Elődöntő | Elődöntő | Döntő   | Döntő    |
| Versenyző                                                | Versenyszám     | Idő      | Hely.    | Össz.    | Idő      | Hely.    | Össz.    | Idő     | Helyezés |
| -------------------------------------------------------- | --------------- | -------- | -------- | -------- | -------- | -------- | -------- | ------- | -------- |
| Dara Eszter                                              | 50 m gyors      | 25,26    | 3.       | 27.      | kiesett  | kiesett  | kiesett  | kiesett | kiesett  |
| Dara Eszter                                              | 100 m gyors     | 54,85    | 9.       | 25.      | kiesett  | kiesett  | kiesett  | kiesett | kiesett  |
| Dara Eszter                                              | 100 m pillangó  | 59,38    | 7.       | 25.      | kiesett  | kiesett  | kiesett  | kiesett | kiesett  |
| Farkas Adél                                              | 200 m pillangó  | 2:16,49  | 3.       | 32.      |          |          |          | kiesett | kiesett  |
| Farkas Adél                                              | 400 m gyors     | 4:17,54  | 8.       | 37.      |          |          |          | kiesett | kiesett  |
| Farkas Adél                                              | 800 m gyors     |          |          |          |          |          |          | 8:47,56 | 21.      |
| Farkas Adél                                              | 400 m vegyes    | 4:42,22  | 2.       | 18.      |          |          |          | kiesett | kiesett  |
| Ferenczi Fanni                                           | 50 m mell       | 32,32    | 6.       | 46.      | kiesett  | kiesett  | kiesett  | kiesett | kiesett  |
| Ferenczi Fanni                                           | 100 m mell      | 1:10,33  | 10.      | 50.      | kiesett  | kiesett  | kiesett  | kiesett | kiesett  |
| Hosszú Katinka                                           | 100 m pillangó  | 56,66    | 1.       | 1.       | 57,42    | 3.       | 6.       | 57,16   | 5.       |
| Hosszú Katinka                                           | 200 m pillangó  | 2:03,26  | 1.       | 1.       |          |          |          | 2:05,39 | 4.       |
| Hosszú Katinka                                           | 100 m vegyes    | 58,39    | 1.       | 1.       | 58,37    | 1.       | 1.       | 57,96   |          |
| Hosszú Katinka                                           | 200 m vegyes    | 2:05,05  | 1.       | 1.       |          |          |          | 2:04,33 |          |
| Hosszú Katinka                                           | 400 m vegyes    | 4:31,27  | 2.       | 2.       |          |          |          | 4:24,69 |          |
| Hosszú Katinka                                           | 50 m hát        | 27,36    | 1.       | 5.       | 27,06    | 5.       | 6.       | 27,49   | 10.      |
| Hosszú Katinka                                           | 200 m hát       | 2:07,55  | 2.       | 5.       |          |          |          | 2:03,81 |          |
| Joó Sára                                                 | 50 m hát        | 28,35    | 8.       | 23.      | kiesett  | kiesett  | kiesett  | kiesett | kiesett  |
| Joó Sára                                                 | 100 m hát       | 1:00,57  | 6.       | 16.      | 1:00,25  | 8.       | 14.      | kiesett | kiesett  |
| Joó Sára                                                 | 200 m hát       | 2:12,52  | 2.       | 18.      |          |          |          | kiesett | kiesett  |
| Joó Sára                                                 | 100 m vegyes    | 1:02,75  | 9.       | 25.      | kiesett  | kiesett  | kiesett  | kiesett | kiesett  |
| Joó Sára                                                 | 200 m vegyes    | 2:14,83  | 2.       | 25.      |          |          |          | kiesett | kiesett  |
| Joó Sára                                                 | 100 m pillangó  | 58,87    | 3.       | 17.      | kiesett  | kiesett  | kiesett  | kiesett | kiesett  |
| Mutina Ágnes                                             | 100 m gyors     | 54,99    | 2.       | 28.      | kiesett  | kiesett  | kiesett  | kiesett | kiesett  |
| Mutina Ágnes                                             | 200 m gyors     | 1:57,46  | 5.       | 13.      |          |          |          | kiesett | kiesett  |
| Mutina Ágnes                                             | 400 m gyors     | 4:05,36  | 1.       | 15.      |          |          |          | kiesett | kiesett  |
| Novoszáth Melinda                                        | 50 m pillangó   | 27,87    | 3.       | 37.      | kiesett  | kiesett  | kiesett  | kiesett | kiesett  |
| Novoszáth Melinda                                        | 200 m pillangó  | 2:12,71  | 8.       | 24.      |          |          |          | kiesett | kiesett  |
| Novoszáth Melinda                                        | 50 m gyors      | 26,11    | 8.       | 50.      | kiesett  | kiesett  | kiesett  | kiesett | kiesett  |
| Novoszáth Melinda                                        | 100 m gyors     | 56,68    | 7.       | 47.      | kiesett  | kiesett  | kiesett  | kiesett | kiesett  |
| Novoszáth Melinda                                        | 200 m gyors     | 1:59,47  | 2.       | 24.      |          |          |          | kiesett | kiesett  |
| Novoszáth Melinda                                        | 400 m gyors     | 4:12,53  | 3.       | 24.      |          |          |          | kiesett | kiesett  |
| Novoszáth Melinda                                        | 800 m gyors     |          |          |          |          |          |          | 8:38,68 | 15.      |
| Sebestyén Dalma                                          | 50 m mell       | 31,97    | 8.       | 43.      | kiesett  | kiesett  | kiesett  | kiesett | kiesett  |
| Sebestyén Dalma                                          | 100 m mell      | 1:09,23  | 4.       | 38.      | kiesett  | kiesett  | kiesett  | kiesett | kiesett  |
| Sebestyén Dalma                                          | 200 m mell      | 2:31,40  | 10.      | 37.      |          |          |          | kiesett | kiesett  |
| Sebestyén Dalma                                          | 200 m vegyes    | 2:15,83  | 9.       | 29.      |          |          |          | kiesett | kiesett  |
| Sebestyén Dalma                                          | 400 m vegyes    | 4:47,84  | 6.       | 26.      |          |          |          | kiesett | kiesett  |
| Szilágyi Liliána                                         | 50 m pillangó   | 26,92    | 7.       | 18.      | 26,68    | 9.       | 17.      | kiesett | kiesett  |
| Szilágyi Liliána                                         | 100 m pillangó  | 57,53    | 2.       | 5.       | 57,50    | 4.       | 7.       | 57,22   | 7.       |
| Szilágyi Liliána                                         | 200 m pillangó  | 2:07,10  | 2.       | 4.       |          |          |          | 2:05,44 | 5.       |
| Sztankovics Anna                                         | 50 m mell       | 31,77    | 5.       | 36.      | kiesett  | kiesett  | kiesett  | kiesett | kiesett  |
| Sztankovics Anna                                         | 100 m mell      | 1:08,46  | 4.       | 29.      | kiesett  | kiesett  | kiesett  | kiesett | kiesett  |
| Sztankovics Anna                                         | 200 m mell      | 2:26,67  | 1.       | 22.      |          |          |          | kiesett | kiesett  |
| Verrasztó Evelyn                                         | 100 m vegyes    | 1:00,09  | 2.       | 3.       | 59,41    | 3.       | 6.       | 59,63   | 6.       |
| Verrasztó Evelyn                                         | 200 m vegyes    | 2:08,02  | 1.       | 4.       |          |          |          | 2:08,34 | 6.       |
| Verrasztó Evelyn                                         | 200 m gyors     | 1:54,60  | 1.       | 1.       |          |          |          | 1:54,37 | 5.       |
| Hosszú Katinka Dara Eszter Mutina Ágnes Verrasztó Evelyn | 4 × 50 m gyors  | 1:40,08  | 4.       | 6.       |          |          |          | 1:40,09 | 8.       |
| Dara Eszter Sztankovics Anna Joó Sára Mutina Ágnes       | 4 × 50 m vegyes | 1:53,12  | 7.       | 13.      |          |          |          | kiesett | kiesett  |

### Vegyes számok
| Versenyző                                                                 | Versenyszám     | Előfutam | Előfutam | Előfutam | Elődöntő | Elődöntő | Elődöntő | Döntő   | Döntő    |
| Versenyző                                                                 | Versenyszám     | Idő      | Hely.    | Össz.    | Idő      | Hely.    | Össz.    | Idő     | Helyezés |
| ------------------------------------------------------------------------- | --------------- | -------- | -------- | -------- | -------- | -------- | -------- | ------- | -------- |
| Cseh László Gyurta Dániel Hosszú Katinka Verrasztó Evelyn (Horváth Dávid) | 4 × 50 m vegyes | 1:41,66  | 3.       | 8.       |          |          |          | 1:39,86 | 6.       |